# 第二代薩默塞特公爵威廉·西摩
威廉·西摩（英語：William Seymour，1588年—1660年10月24日），第二代薩默塞特公爵，英國內戰期間的一位騎士黨軍官。

## 家庭
1617年，威廉·西摩與前埃塞克斯伯爵羅伯特·德弗羅的女兒法蘭西絲結婚，兩人共有2子3女：
1. 法蘭西絲·西摩（英语：Frances Darcy, Countess of Holderness）（1618年—1681年），霍德內斯伯爵夫人
2. 亨利·西摩（英语：Henry Seymour, Lord Beauchamp）（1626年—1654年），博尚領主
3. 瑪麗·西摩（Mary Seymour，1637年—1673年），溫奇爾西伯爵夫人
4. 珍·西摩（Jane Seymour），鄧加文子爵查爾斯·波以爾的妻子
5. 約翰·西摩（英语：John Seymour, 4th Duke of Somerset），第四代薩默塞特公爵